# مارتین فوکسا
مارتین فوکسا (چکی: Martin Fuksa؛ زادهٔ ۳۰ آوریل ۱۹۹۳) قایقران کانو اهل جمهوری چک است.
وی در مسابقات کشوری و بین‌المللی در مجموع برندهٔ ۱۶ مدال طلا، ۱۰ مدال نقره، ۶ مدال برنز شده‌است.